# Alaxala Networks
Alaxala Networks Corp. (アラクサラネットワークス株式会社 Arakusara Nettowākusu Kabushiki-gaisha), thường được biết đến với thương hiệu Alaxala, là một công ty con của Fortinet có trụ sở tại Kawasaki, Kanagawa, Nhật Bản, chuyên cung cấp các sản phẩm phần cứng mạng.

## Tổng quan
Năm 2004, Alaxala Networks Corp. được thành lập thông qua sự hợp nhất giữa các bộ phận phần cứng mạng của Hitachi và NEC.
Tên gọi Alaxala được hình thành từ cụm “ALL Access for eXpert and Latent Association”, đồng thời “Ala” trong tiếng Latin có nghĩa là “cánh”, và “X” có nghĩa là “trao đổi mạng (networking eXchange)”. Công ty mong muốn thể hiện hình ảnh hai “Ala” (Hitachi và NEC) được kết nối và hợp tác chặt chẽ bởi chữ “X”.
Công ty hoạt động theo mô hình fabless, chuyên thiết kế sản phẩm và chủ yếu đặt hàng sản xuất tại nhà máy thuộc bộ phận máy chủ doanh nghiệp của Hitachi ở Hadano, Kanagawa, Nhật Bản.
Các sản phẩm chính của công ty bao gồm bộ định tuyến mạng và bộ chuyển mạch mạng. Các sản phẩm Alaxala chủ yếu được tiêu thụ tại thị trường nội địa Nhật Bản cho khối doanh nghiệp, nhưng cũng có thể tìm thấy một số sản phẩm trên các kênh mua sắm trực tuyến, như Amazon.com.
Mô hình kinh doanh của Alaxala tương tự với Allied Telesis, một công ty khác của Nhật Bản, và hai bên đã hợp tác sản xuất phần cứng mạng được phân phối dưới cả hai thương hiệu.
Các đại lý chính thức của Alaxala bao gồm Hitachi, NEC, Itochu Techno-Solutions, Net One Systems. Công ty đã cung cấp các sản phẩm phần cứng mạng cho nhiều nhà cung cấp dịch vụ viễn thông lớn ở Nhật Bản, như NTT, KDDI và SoftBank.
Ngày 24 tháng 8 năm 2012, Sở Giao dịch Chứng khoán Tokyo (TSE) thông báo sự cố ngừng hoạt động hệ thống lõi do lỗi phần mềm trên thiết bị mạng của Alaxala.
Alaxala cũng tài trợ cho các chứng chỉ chuyên môn CNTT dành cho sản phẩm của mình, tương tự như Cisco hay Oracle.
Ngày 11 tháng 3 năm 2021, Fortinet đã mua lại 75% cổ phần của Alaxala với giá trị khoảng 64,2 triệu USD.